# Де Вос, Джейсон
Джейсон Ричард де Вос (англ. Jason Richard de Vos; род. 2 января 1974[…], Лондон, Онтарио) — канадский футболист, игравший на позиции защитника. Тренер в клубе «Торонто».

## Клубная карьера
Свою профессиональную карьеру начал в 1990 году 15-летним старшеклассником в клубе «Лондон Лазерс». Когда клуб распался, он присоединился к «Китченер Кикерс». Когда и этот клуб также распался, он вернулся в воссозданный «Лазерс» в 1992 году.
Следующие пять сезонов де Вос провёл в «Монреаль Импакт». С 1996 по 1998 год — в английском клубе третьего дивизиона «Дарлингтон». В октябре 1998 перешёл в «Данди Юнайтед» из шотландской Премьер-лиги за 400 000 фунтов стерлингов. Три сезона он провёл за «мандаринов», занимая должность капитана в 2000—2001 годах. В 2001 году он был подписан «Уиганом Атлетик» из тогдашнего английского Второго дивизиона за 500 000 фунтов стерлингов. Де Вос выступил капитаном команды, которая перешла в Первый дивизион в сезоне 2002/03, и была названа в том сезоне Командой года второго дивизиона PFA. После травмы в сезоне 2003/04 де Вос присоединился к «Ипсвич Таун». В «Ипсвиче» он занимал постоянное место в центре обороны, часто играя с многочисленными травмами и возглавляя команду в отсутствие Джима Мэгилтона. В июне 2006 года Мэгилтон был назначен менеджером «трактористов» и сделал де Воса новым капитаном. Он ушёл из клуба и завершил карьеру в 2008 году.

## Международная карьера
Дебют за национальную сборную Канады состоялся 19 августа 1997 года в товарищеском матче против Ирана. Был в составах сборной на двух Золотых кубках КОНКАКАФ (2000 и 2002) и на двух Кубках конфедераций (2001 и 2003). Всего за «красных» де Вос сыграл 49 матчей и забил 4 гола.

### Голы за сборную
| № | Дата            | Место                                                 | Соперник  | Счет | Результат | Турнир                      |
| - | --------------- | ----------------------------------------------------- | --------- | ---- | --------- | --------------------------- |
| 1 | 2 июня 1999     | Стадион Содружества, Эдмонтон, Канада                 | Гватемала | 2:0  | 2:0       | Кубок Канады                |
| 2 | 27 февраля 2000 | Мемориальный колизей Лос-Анджелеса, Лос-Анджелес, США | Колумбия  | 1:0  | 2:0       | Золотой кубок КОНКАКАФ 2000 |
| 3 | 4 июня 2000     | Эстадио Педро Марреро, Гавана, Куба                   | Куба      | 1:0  | 1:0       | Квалификация на ЧМ 2002     |
| 4 | 4 сентября 2004 | Стадион Содружества, Эдмонтон, Канада                 | Гондурас  | 1:0  | 1:1       | Квалификация на ЧМ 2006     |

## После карьеры
Комментировал футбол на летних Олимпийских играх 2008 для CBC Sports и матчи чемпионата мира 2010 для CBC Television.
Осенью 2010 года принял должность технического директора в футбольном клубе «Оквилл». 4 мая ушёл с должности после того, как занял штатную должность в TSN в качестве диктора.
С апреля 2013 года является членом Канадского зала футбольной славы.
В январе 2015 года де Вос подтвердил, что начнёт работу над своей лицензией UEFA Pro.
30 августа 2016 года он был назначен директором по развитию Канадской футбольной ассоциации.
В январе 2024 года де Вос вошёл в тренерский штаб клуба «Торонто» в качестве ассистента главного тренера Джона Хердмана.

## Достижения

### Клубные
- Чемпион Второго дивизиона: 2002/03

### Международные
- Обладатель Золотого кубка КОНКАКАФ: 2000